# Syndrome de Goltz-Gorlin
 Mise en garde médicale
Le syndrome de Goltz-Gorlin (ou hypoplasie dermique en aires) est une forme de polydysplasie ectodermique. 
C'est un syndrome génétique rare, caractérisé par une atteinte cutanée polymorphe et des anomalies très variées pouvant affecter les yeux, les dents, le squelette, le système nerveux central et les systèmes urinaires, gastro-intestinal et cardio-vasculaire.

## Historique
Le syndrome de Goltz, aussi appelé syndrome de Goltz-Gorlin, doit son nom au dermatologue américain Robert W. Goltz (1923 - 2014) et au pathologiste et généticien Robert J. Gorlin (1923-2016). Même si les premiers cas observés de la maladie remontent à 1921, ce sont eux qui en 1962 ont décrit les symptômes permettant de diagnostiquer la maladie et introduit le terme d'hypoplasie dermique en aires.
En 1970, Goltz met en évidence le caractère autosomique dominant avec limitation de prédominance sexuelle de la maladie.

## Causes
Le syndrome de Goltz est une affection génétique gonosomique dominante. Cela signifie que si l’enfant hérite d’un gène défectueux de l’un de ses deux parents, il ou elle aura le trouble. Elle se transmet par une dominance lié au chromosome X, avec une létalité in utéro chez les garçons et avec une pénétrance de 97 % ainsi qu’une expressivité variable. Une mutation du gène PORCN est responsable de cette maladie. Au niveau du chromosome X, il y a une délétion du bras court de celui-ci avec un point de rupture en position Xp22.31. 

## Épidémiologie
Les transmissions les plus reconnues sont les transmissions père-fille. Encore aucune transmission père-fils n’a été répertoriée. Les seules personnes masculines identifiées sont des « mosaïques », c’est-à-dire qu’ils ont des gènes normaux avec une mutation du gène de Goltz, non létale. Ils sont moins sévèrement touchés et vivent souvent assez longtemps pour avoir des filles qui elles sont plus gravement touchées. Plus de 90% des personnes touchées sont des personnes de sexe féminin. 

## Symptômes
Le syndrome de Goltz se manifeste principalement par une atteinte de la peau mais aussi par d’autres anomalies pouvant toucher le système rénal, les dents, les yeux et le système gastro-intestinal. Ces atteintes sont présentes dès la période néo-natale.
Les manifestations cutanées sont nombreuses lors du syndrome de Goltz. À l’examen clinique du patient, on trouve des lésions atrophiques (amincissement de la peau) causées par une peau très sèche,. On peut aussi retrouver des lésions télangiectasiques (dilatation anormale des vaisseaux sanguins) ou dyschromiques (défaut de pigmentation).
On peut également observer :
- une hypertrophie papillaire du derme au niveau buccal, génital ou anal ;
- une déformation des ongles ;
- une perte de cheveux définitive ;
- des dents surnuméraires ou mal positionnées avec un émail anormal ;
- colobome de l’iris, d’un strabisme ou d’une microphtalmie ;
- malformation des mains et des pieds (syndactylie, ectrodactylie ou polydactylie) ;
- une pseudoarthrose ;
- une scoliose ;
- une déformation thoracique ;
- anomalies cardiaques ;
- un retard intellectuel ;
- une surdité.

À ce tableau s’ajoutent des malformations rénales, des hernies diaphragmatiques et des papillomes œsophagiens ou laryngés. Il a été mis en avant qu’il y aurait corrélation entre ce syndrome et la petite taille, et une plus grande vulnérabilité à l'épilepsie.

## Traitement
Il n’existe pas à l’heure actuelle de traitement curatif, seuls des traitements symptomatiques dermatologiques et orthopédiques peuvent être envisagés. Cette maladie requiert un suivi pluridisciplinaire (dermatologue, ophtalmologue...).
Le recours à la chirurgie correctrice peut être envisagé dans certains cas.
Un traitement par laser à colorant pulsé peut également être proposé pour traiter les lésions télangiectasiques.